# Shūichi Sekiya
Shūichi Sekiya (jap. 関谷 修一, Sekiya Shūichi; * 11. Juni 1969 in Tsunan, Präfektur Niigata) ist ein ehemaliger japanischer Biathlet.
Wie in Japan üblich gehört Shūichi Sekiya als Biathlet der „Winterkampfausbildungseinheit“ (Tōsenkyō) der Bodenselbstverteidigungsstreitkräfte an. Er lebt in Tsunan und trainiert in Sapporo. Sakiya begann 1994 mit dem Biathlonsport und nimmt seit Auftakt der Saison 1994/95 an Rennen des Biathlon-Weltcups teil. Bei seinem ersten Sprint in Bad Gastein wurde er 93. Seine ersten Erfolge erreichte er in der Saison 1997/98, wo er an den Olympischen Winterspielen 1998 von Nagano startete. Im Sprint wurde er gemeinsam mit Janno Prants 43., mit Kyōji Suga, Hironao Meguro und Atsushi Kazama 15. des Staffelrennens. In der Folgesaison erreichte er mit einem 46. Platz bei einem Sprint in Hochfilzen sein bestes Weltcup-Resultat. Nächstes Großereignis wurden die Biathlon-Weltmeisterschaften 1999 in Kontiolahti, bei denen Sekiya 71. des Sprints und mit Yukio Mochizuki, Hironao Meguro und Kazumasa Takeda 17. des Staffelrennens wurde. Aus Wettergründen mussten Teile der WM an den Holmenkollen nach Oslo verlegt werden, wo der Japaner 66. des Einzels wurde. Danach hatte er keine weiteren Einsätze auf diesem Niveau. 2001 startete er noch einmal bei einem Continental-Cup-Sprint in Otoineppu.

## Biathlon-Weltcup-Platzierungen
Die Tabelle zeigt alle Platzierungen (je nach Austragungsjahr einschließlich Olympische Spiele und Weltmeisterschaften).
- 1.–3. Platz: Anzahl der Podiumsplatzierungen
- Top 10: Anzahl der Platzierungen unter den ersten zehn (einschließlich Podium)
- Punkteränge: Anzahl der Platzierungen innerhalb der Punkteränge (einschließlich Podium und Top 10)
- Starts: Anzahl gelaufener Rennen in der jeweiligen Disziplin

| Platzierung                                                                                               | Einzel | Sprint | Verfolgung | Massenstart | Staffel | Gesamt |
| --- | ------ | ------ | ---------- | ----------- | ------- | ------ |
| 1. Platz                                                                                                  |        |        |            |             |         |        |
| 2. Platz                                                                                                  |        |        |            |             |         |        |
| 3. Platz                                                                                                  |        |        |            |             |         |        |
| Top 10 |        |        |            |             | 2       | 2      |
| Punkteränge                                                                                               |        |        |            |             | 6       | 6      |
| Starts | 5      | 14     | 2          |             | 6       | 27     |
| Stand: Karriereende, mit Olympischen Spielen und Weltmeisterschaften, Daten möglicherweise nicht komplett |        |        |            |             |         |        |